# 大恐怖
大恐怖（だいきょうふ、仏: Grande Peur）は、18世紀末のフランスで集団的な恐怖によって引き起こされた農民蜂起と反乱の動きである。主に1789年7月20日から同年8月6日にかけてフランスで広がり、その後さらに拡大した。
それはほとんど阻まれることなくアンシャン・レジームの権威の崩壊を示し、貴族の亡命の大きな動きを引き起こした。それらはまた驚愕と新しい政治当局の不安を引き起こし 、それに対する迅速な対応として封建的特権の廃止をもたらした。 

## 起源
一連の暴動は、半世紀にわたる反乱と、さらに反封建的な抗議運動の増加に続いて起こった。農民の要求が反映された全国三部会のための陳情書は、1788年の不作の後、それまで以上に彼らを打ちのめしていた封建的特権と地代にもはや苦しめられずに済むという希望を彼らにもたらした。パリで起こった出来事についての説明、特に十分に理解されないまま広まったバスティーユ襲撃の物語には、復讐や貴族による陰謀の噂や恐れが伴っていた。空腹の隙間となる7月になると、予想される物価の上昇と貴族が希少となった穀物を「引っ攫おうとする」という疑惑によって不安はますます深刻になっていった。いくつかのケースでは、パニックは貴族が田舎のまだ青い小麦を刈り取って収穫を台無しするために強盗を雇ったという噂によって引き起こされた。他の地域では、外国人（イギリス人またはピエモンテ人）による侵略の古い記憶がよみがえった。教区から教区へ警鐘の音が鳴り響き、たちまち恐怖が広がった。城に蓄えられていた火薬が偶然に爆発した後、フランシュ＝コンテでは6つのパニックが発生した。シャンパーニュ地方、ヴズール近郊のシャトー・ド・ カンセでは、羊の群れによって発生したほこりは、行進する兵士の集団のものと受け取られた。ボーヴェ、メーヌ、ナント地域、そしてリュフェック地域では、物乞いの僧侶たちが「山賊」と間違えられた。

## 混乱
マルセイユ、リヨン、グルノーブル、ストラスブール、レンヌ、サン＝マロ、ル・アーヴル、ディジョンだけでなく、マコネーのような小さな町や村でも至る所で略奪、暴動、爆発、火災が発生し、領主の財産が荒らされた。農民は武装し、「山賊」または架空の攻撃者による攻撃から身を守るために民兵を編成した。しかし、それらは彼らの不安の産物でしかなかったので、集まって武装し、怯えた農民たちは代わりにかつての不幸の原因だった城や修道院を攻撃した。たとえば、リュフェックの「恐怖」は非常に急速に広がった。それは1789年7月28日に始まり、北（シブレーとシャテルロー）、西（サント）、東（コンフォランとモンリュソン）、南（アングレーム、リモージュ、カオール、7月30日にモンリュソンからブリーブ、7月31日にモントーバン、8月1日にトゥールーズとロデーズ、8月2日にロンベズ、8月3日にパミエ、サン＝ジロン、サン＝ゴーダンス、8月5日にフォワ、タルブ）に伝播した。しかしヴィトレ、アルザス地域圏、ラングドックを除く全地域は、この大恐怖から安全なままであった。アキテーヌ地域圏では、これをイギリスの恐怖と呼んでいた。
これはアジャンのプレイザの司祭で、のちに立憲派司祭となったバルサルーの証言である。

恐怖におけるパニック：1789年7月の最後の金曜日（7月31日）、夜の10時、教区に物凄く大きな音の警鐘(fr:Tocsin)が鳴り響き、平和だった私たちはイギリス人に対する恐怖に引き込まれた。誰かが「１万人もの男たちがボワ・ド・フーガ、時にはサン・パストゥ、クレラック、ラセペードその他の場所に出没している」と言った。警鐘は夜の八時から四方八方で鳴っていたが、賢い人々はそれを信じておらず、その後、翌日の午前11時まで騒々しい警鐘は聞かれなくなった。クレラックに救援を求めてラセペードから立て続けに派遣された3人の使者は、「1万人の略奪者に備えて、私たちはライフルや鎌、ピンで武装している」と述べたが、人々がラセペードに到着した時、彼らはすべての噂に根拠がないことを知った。警報は徐々に広がっていった。水曜日（8月5日）から木曜日（同6日）にかけての夜間にボルドーで、金曜日（同7日）の正午にはコンドンで。木曜日の夜9時にアジャンでは町じゅうで警鐘が鳴りわたり、1万5千人の武装した男たちが四方八方に散っていったが、午前0時過ぎには全く平穏になった。今回のこの警鐘は、アジャンで1690年8月20日の日曜日にユグノーの恐怖の名の下に鳴らされたのと同じ種類のものだった。

城を攻撃した農民たちは、彼らが三部会の陳情書で廃止を求めていた封建的特権が書き込まれた「テリア（土地台帳）」と呼ばれる古い勅許状の焼却を求めた。この状況は現代の歴史家に新しい政治的、社会的な意識を示しているが 、一部の暴徒が地元の領主に対して王の意思を示すよう要求したことは混乱を招くかもしれない。彼らは時々風格のある古い邸宅を焼き討ちに行った。

炎は夜の1時から2時の間に非常に勢いよく燃えさかったので、火の明かりによって窓辺で文字を読むことができたほどだった。24時間のうちにこの設備の整った城は略奪された上に焼かれた。空中の煙突と火災によってすべては燃やされ、焼け残って黒く煤けた壁以外は何も残らず、ドアの蝶番すら残されてはいなかった。

この記録はマコネーにあったリュニー城の火災を目撃したビシー＝ラ＝マコネーズの教区司祭が書き残したものである。

## 社会的反乱か？
反乱軍は互いに脅え合い、また「貴族」と王制の権威を支持する者たちを怯えさせ、全国的な規模で貴族とその領地の管理人たちの逃亡を引き起こしたが、軍事的な抵抗は非常に少なかった。ジョルジュ・ルフェーブルはその著書「1789年の大恐怖 」の中で反乱の5つの傾向について説明しているが、共通の原因と目標によって動かされたこれらの様々な暴動の、それぞれの震源地の間には共通点はなかったと思われる。農民たちは城を焼き、倉庫を破壊することによって封建制を廃止したいという願いを表明した。少なくとも国民議会はそのことを理解しており、それに対して国民議会は1789年8月4日に特権の廃止を無秩序に終結させることを宣言した。 
ジョルジュ・ルフェーブルは、「大恐怖」という現象を「貴族の陰謀」のせいにすることをせず、「山賊に対する恐怖」という集団的な感情からも距離を置いている。それは彼による成果の一つである： 農民による反乱。それはフランシュ=コンテ（1788）のように、1789年の夏の騒動とそれ以前の反乱を結びつける。彼はまた、マコネーの反乱軍には多数の農民だけでなく、地元の職人もまた多く参加していることに注目し、このことに小麦についての心配や領主に対する反抗、そしてフランスの小麦粉が引き起こす幻覚性障害を超えた社会的な意味合いがあることを指摘している。

召使、ブドウ栽培者、自作農民または小作農、職人および小売店主。労働者、農場主、製粉業者、ブランデー醸造人。その多くは何がしかの財産を持つ人々である。一方、危険にさらされた人々には学校の校長、裁判所の役人、領主の警備員などが含まれる。  

さらに、彼は反乱が広がったシャロンのバイイ裁判所の役人だったある警部補の意見に注目する。

城や邸宅を壊滅させ、土地台帳を焼き払って地代から解放されることを意図して、全員（シャロンでは24人）が一つになった。彼らは貧しい人々が常に金持ちに対して抱いているという憎しみにまだ興奮していたことを付け加えることさえできた。（...）しかし、我々の誰もが、現在、国民議会による調査の対象となっているこの秘密の衝動に導かれているようだった。 

メアリー・マトシアンによれば、ライ麦の麦芽 - 当時の小麦粉の中に大量に存在し、幻覚（麦角菌）の特徴を持っていた - は、大恐怖の原因の一部となっただろう。

## 「恐怖」の記憶、マコネーにおける社会的反乱

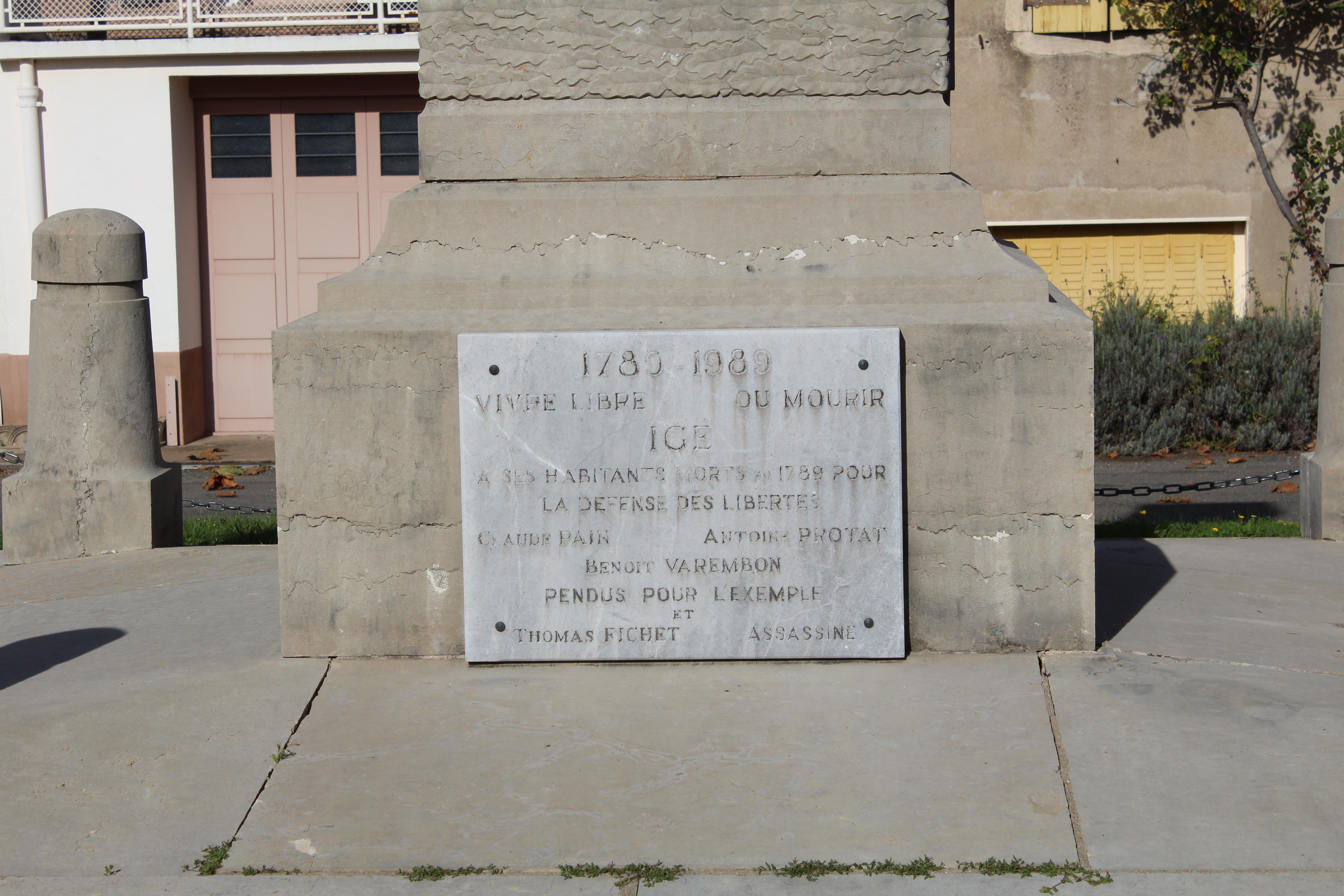
アジャンにおける1789年の反乱の記念プレート

フランス革命の200周年を祝って、少なくとも1つの地域が公文書館の史料を発掘する仕事を引き受けたが、それはマコネーだった。刊行された本はタイトルに「山賊」の語を採用して失笑を買ったが、これは攻撃された貴族が反抗的な農民に与えた名前である。この行事における記念イベントは、過去を回顧する展覧会と、多くの人々が参加したフェスティバル、そして歴史についての共同研究を組み合わせたものだった。 
その本の第1巻は、16の自治体が反乱に参加しているリュニー郡 に焦点を当てている。1789年7月に郡内で逮捕された264人の「山賊」のうち、53人のワイン製造業者、51人の召使、26人の「農民」、19人の「農業労働者」がいる。10人の布織工、10人の大工、11人の石工、10人の樽製造職人、3人の製粉業者などもいる。反乱に参加した人々の中にはブドウ園で働く農民もおり、決して卑しい強盗ではない。これがジョルジュ・ルフェーヴルが指摘したこの国の革命の姿である。1789年8月4日の夜 、議員たちは緊急にフランスの田園地帯における「バスティーユの占領」からその信管を取り外した。
第2巻は翌年に出版され、第１巻と同じ方向性のものであるが、この本の序文の執筆者であるピエール・グージョンと著者によれば、それは「その出来事が起こって以来、党派的な、または時勢に順応的な歴史学によって隠されてきた歴史的真実を回復するもの」に過ぎない。これらの「マコネーの山賊」は、「経済危機によって明らかとなった不平等と社会的緊張の」国で起こった反乱の渦中にいる農民である。この本は、恐怖に怯えたブルジョア民兵が行った「野蛮な」抑圧をも忘れていない。20人の農民が衝突によって殺され、他の人々もコルマタンの城の前で同様の運命をたどった。トゥールニュ、マコネー、クリュニーの限られた範囲内でも250人が投獄され、32人が絞首刑に処された。「合法的な」正義は8月に入っても続いている。他の2つの絞首刑とガレー船での漕役刑である。国民議会はマコネーの25の自治体の働きかけにより、1789年7月に起こった出来事に関連する恩赦を1791年3月22日に可決した。

## ヴィヴァレにおける大恐怖
1789年の7月半ばから、1万人のピエモンテ人がドーフィネを侵略し、フランスが「山賊」に侵略されるだろうという噂が猛威を振るった。「王がすべての城を焼き払っている。彼は自分以外の人々がそれを持つことを望んでいない」。その後、8月9日以降にロシュモールとメッスで騒動が起こった。8月19日、ヴィルヌーヴ＝ド＝ベルクのセネシャル裁判所の治安判事は混乱を終息させ、焼失した城、侮辱された修道院、殺されるか略奪された貴族をリストアップするように国王に訴えた。1782年から翌年にかけて起こった覆面武装集団の反乱の後、すでに1783年に有罪判決を受けていたその参加者の一人が、これらの「山賊」の中に現れている 。 
この混乱によってピエール・ド・ベルニス家、ヴォーグ家、ダントレーグ伯爵などの領主の多くの財産が攻撃された。
これらの出来事は1792年まで続いたが、その中で古典的な冗談、革命的な行動と明らかな強盗を明確に区別することは困難である。 